# Iaret (godin)
Iaret (ook Jaret, Jared, Uaret, Aret, Jˁr.t, De Ureausslang) was in de Egyptische mythologie een slangengodin, die al in het Oude Rijk geattesteerd is. Iaret stond tegelijk in voor dood en wedergeboorte. Zij gold in de opeenvolgende dynastieën van Egypte ook als slang van het faraoschap. Zij beschermde de heersers tijdens hun leven en na hun dood in de Duatfase waar zij hun leven hernieuwde.

## Achtergronden

### In het Oude Rijk
| I12 | C9 |

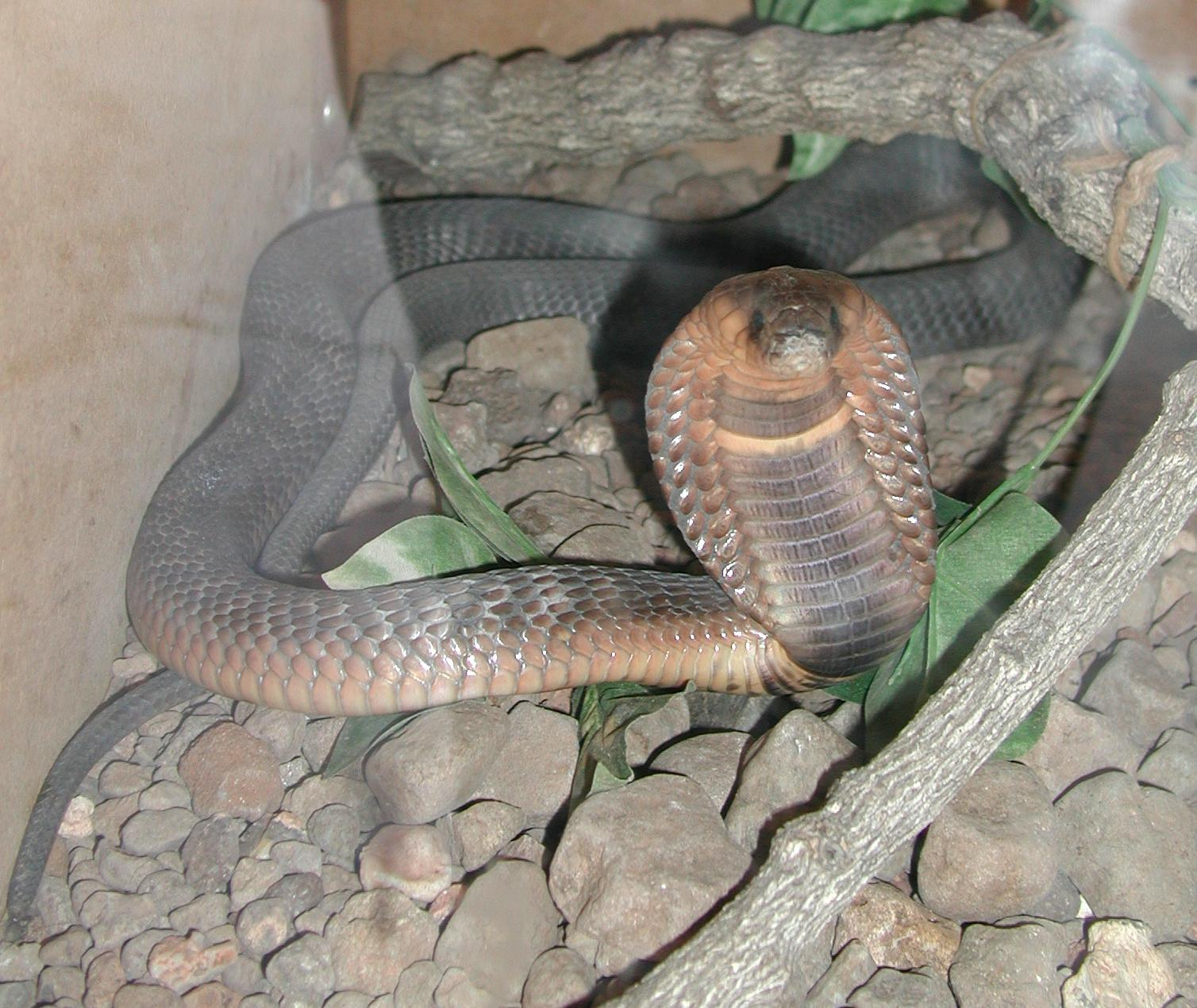

Oorspronkelijk werd Iaret als een incarnatie van de godin Hathor gezien. De Oude Egyptenaren zagen haar in de vorm van Sopdet, die voor de vruchtbare Nijlvloed zorgde. Uit mythologische teksten blijkt dat Iaret als Sopdet met Sirius gelijkgesteld werd, die jaarlijks weggehaald en teruggebracht werd. Zo ontving Iaret in de dodencultus de gestorven koning in haar bark en ontfermde zich over hem tijdens zijn wedergeboorte in de Duat.
In het Oude Rijk ca. 2600 v.Chr. begon de idee veld te winnen dat zij een dochter van Seth was en de moeder van Horus. Als weergod werd zij dagelijks in diens verschijningsvorm als valk opnieuw geboren en trad uit zijn Horusoog tevoorschijn.
Vanaf de 4e dynastie van Egypte kwam de cultus van de zonnegod Re op en wisselde Iaret van plaats en status: Zij is degene die uit Re voortkomt en zich aan de schedel van Re bevindt. Daarop aansluitend gold zij nu als het Oog van Re, het gespiegelde Oog van Horus. 
In de quasi gelijktijdig opkomende Osiriscultus trad Iaret als Isis naar voor, en als schutsgodin van Horus in Chemnis vernietigde zij de Genoten van Seth.

### In het Middenrijk
Gedurende het Middenrijk ca. 2040 tot 1783 onder de 11e en 12e dynastie werd het wezen van Iaret hoofdzakelijk als lichtende Hathor in het Dodenrijk gesitueerd. Zij voedde de afgestorvene na zijn aankomst in de Duat, tot Iaret ten slotte helemaal door hem opgegeten en tot het leven van de gestorvene was geworden. Zij richtte aldus haar troon bij de gestorvene in en veranderde zichzelf tot bij zonsopgang aan de horizon weer in een Cobra.
Dit wedergeboorteproces toonde Iarets oorspronkelijke wezen, aangezien de afgestorvene uit haar in de verschijningsvorm van de kind-Horus voortkomt. In tegenstelling tot Wadjet, die op het hoofd van de gestorvene geplaatst was, bevond Iaret zich aan zijn voorhoofd en liet hem bij zijn wedergeboorte de levensadem in de neus stijgen.

### In het Nieuwe Rijk
Met de aanvang van het Nieuwe Rijk ca. 16e eeuw v.Chr. ontstond in de 18e dynastie een wederopleving van Iaret als schutsgodin van de koning en de koningin. Een koningin werd zelfs Iaret genoemd naar de godin. In deze dynastie greep men terug op de oertraditie van Egypte. De godin Iaret kreeg dan ook de titel Eerste van de vier Godinnen en trad in die optiek machtig als Tjenenet zowel als Weret Hekau en als Tefnut op.
In de koningscultus stond haar Troon aan het Voorhoofd des Koningins. Iaret was de godin die men als Koningin toejuicht, terwijl men op Apophis, de tegenhanger van Iaret, 'spuugt.

### Grieks-Romeinse tijd
In de Grieks-Romeinse tijd (vanaf 332 v.Chr.) bereikte de verering van Iaret een nieuw hoogtepunt. De Egyptenaren zagen in haar de oergodin Niut-hemset. Zij werd vanaf dan als epitheton op meerdere godheden overgedragen: Isis, Sopdet, Wadjet, Hathor, Moet, Nechbet en Sachmet.
Verdere gelijkstellingen volgden in de koningscultus: De Koning bewierookt haar, De Koning is haar erfgenaam, De overledene zal als Iaret weder opstaan, Zij beschermt met haar gloeiende adem, De Sem (priester) bewierookt haar, Haar ogen zijn de Kronen der beide Landen, Zij zorgt voor gezondheid en Menhit is de Rode kroon in de gedaante van Iaret.

## Iconografie
De voorstellingen van Iaret wisselden in de loop van de lange Oud-Egyptische geschiedenis meerdere malen:
- Oude Rijk: Opgerichte Cobra met mensenhoofd en Hathorkroon.
- Nieuwe Rijk: Mensengedaante, staand met neerhangende armen en een Cobra op het voorhoofd, of als vuurspuwende Cobra.
- Grieks-Romeinse tijd: Slang met leeuwenkop met zonneschijf erboven.